# Rezerwat przyrody Dębowiec (województwo łódzkie)
Rezerwat przyrody Dębowiec – leśny rezerwat przyrody w gminie Żytno w powiecie radomszczańskim w województwie łódzkim. Znajduje się na gruntach należących do Nadleśnictwa Gidle, leśnictwo Dębowiec.
Zajmuje powierzchnię 205,94 ha. W 2024 obszar chroniony powiększono niemal czterokrotnie, wcześniej miał powierzchnię 47,10 ha (akt powołujący podawał 47,00 ha,). Został powołany Zarządzeniem Ministra Leśnictwa i Przemysłu Drzewnego z 20 października 1965 roku (M.P. z 1965 r. nr 63, poz. 352). Według aktu powołującego, rezerwat utworzono w celu zachowania ze względów naukowych i dydaktycznych naturalnego fragmentu grądu z lipą szerokolistną na krańcach zasięgu i łęgu wiązowo-jesionowego z rzadkimi roślinami zielnymi. Stwierdzono tu występowanie około 355 gatunków roślin.
Rezerwat jest objęty ochroną ścisłą (42,8 ha) i czynną (3,06 ha). Ze względu na główny ekosystem typ rezerwatu określono jako leśny i borowy, a podtyp – lasów wyżynnych.
Teren rezerwatu zlokalizowany jest w granicach obszaru siedliskowego sieci Natura 2000 „Las Dębowiec” PLH100023 oraz Piliczańskiego Obszaru Chronionego Krajobrazu.